# Urbem Romam

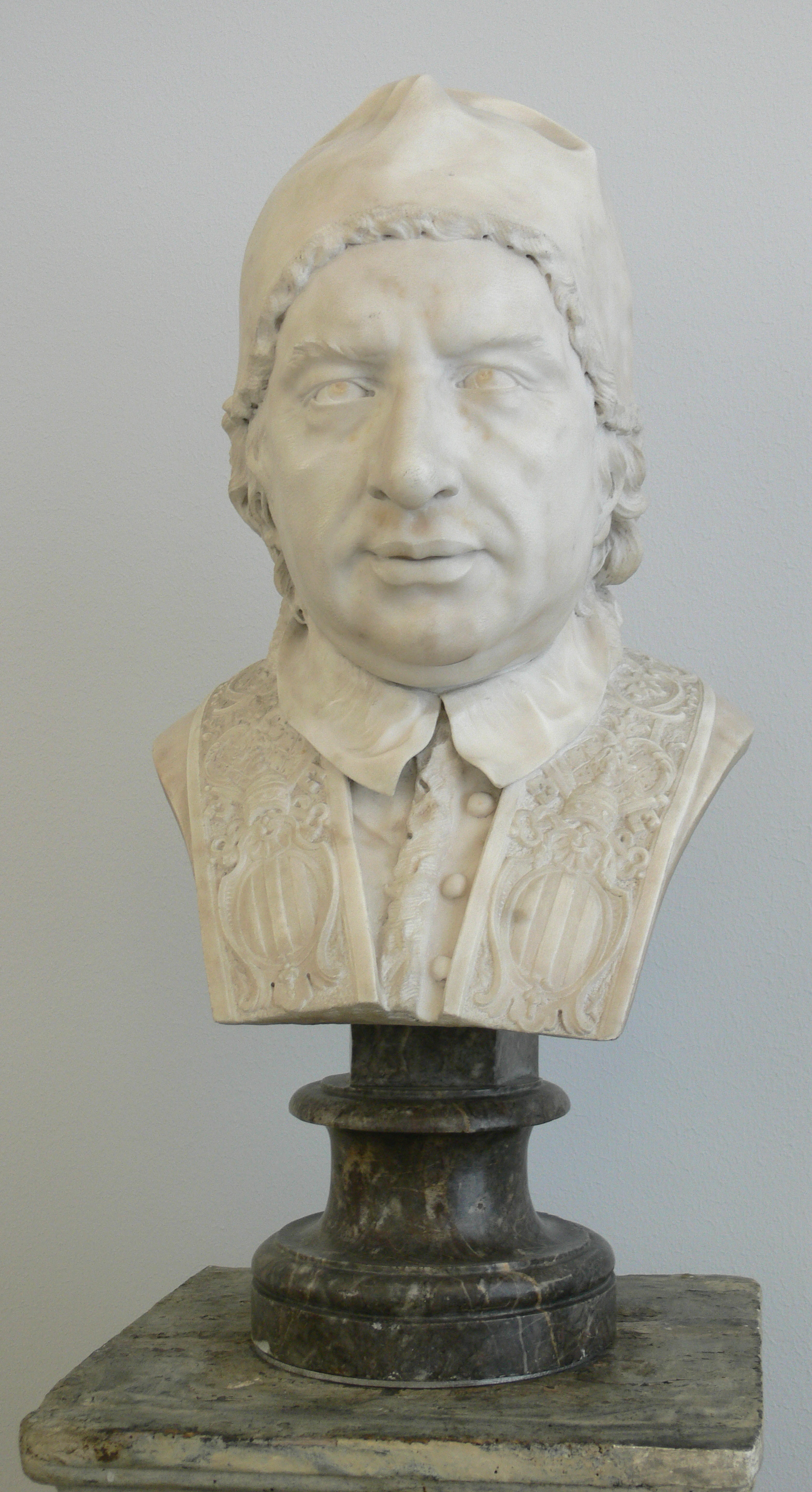
Pietro Bracci, Benedictus XIV

De positie van de aan de pausen verwante familieleden, de nepoten, is geregeld in de bul Urbem Romam van paus Benedictus XIV van 4 januari 1746.
De bul is nog steeds van kracht. De paus is staatsrechtelijk gezien een gekozen koning en dat maakt zijn broers en zusters tot Romeinse adellijke. Deze adellijke titels zijn erfelijk en worden ook in andere staten, waaronder Italië erkend.
In de bul regelde de paus met terugwerkende kracht ook het Romeins adelsrecht. Zij die hun adeldom ontleenden aan de conservatoren van de Romeinse Senaat (het stadsbestuur) die zich beroepend op de Constitutie van paus Paulus III adeldom niet impliciet maar wel expliciet hadden toegekend in diploma's van vóór 1746 verloren deze aanspraak.
De bul heeft betekenis voor het adelsrecht van de adel in Italië.
Ook in de 20e eeuw werd nog een beroep op de bul gedaan.